# Icchok Lejb Perec

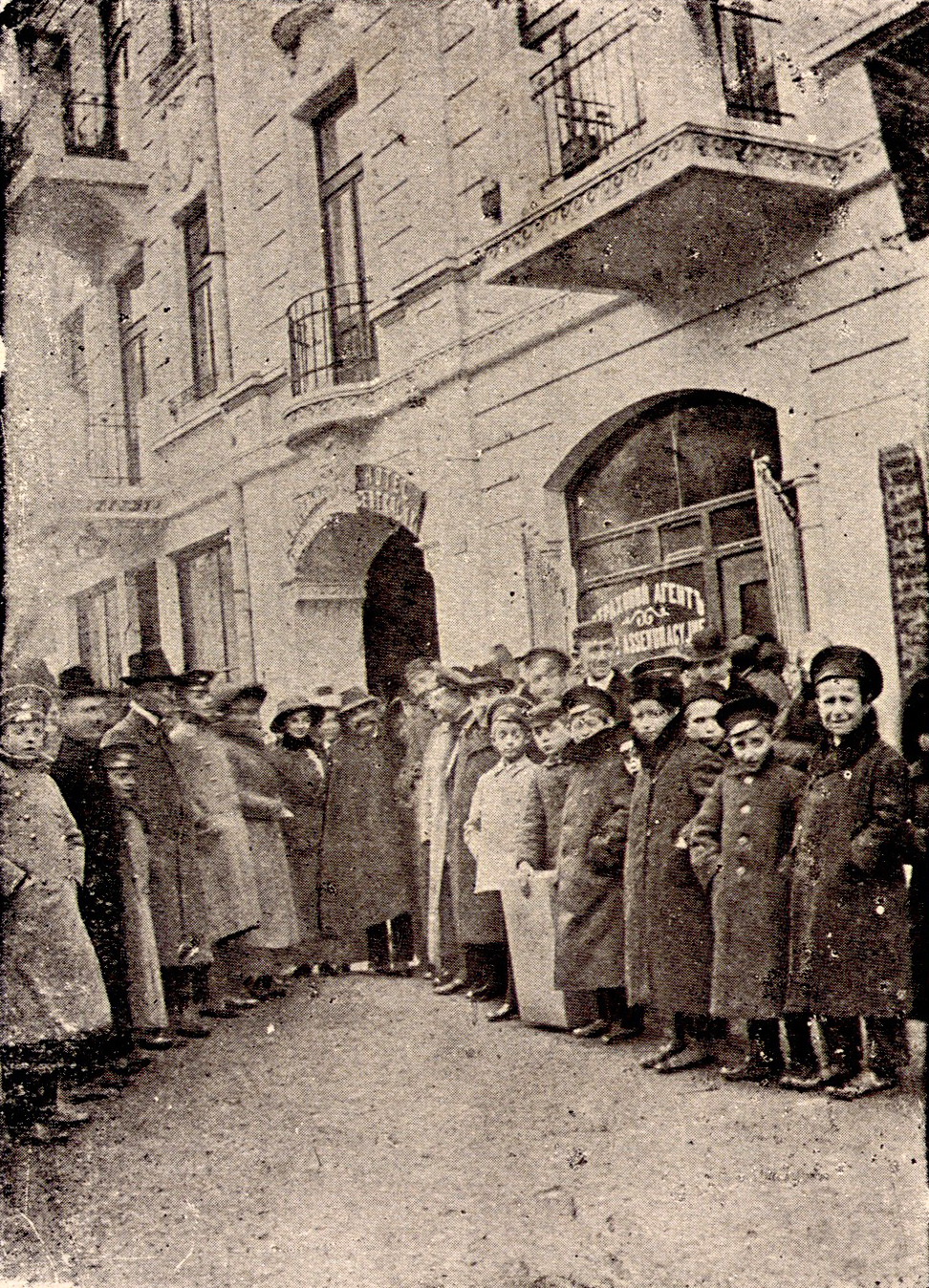
Perec w Zamościu, 1913

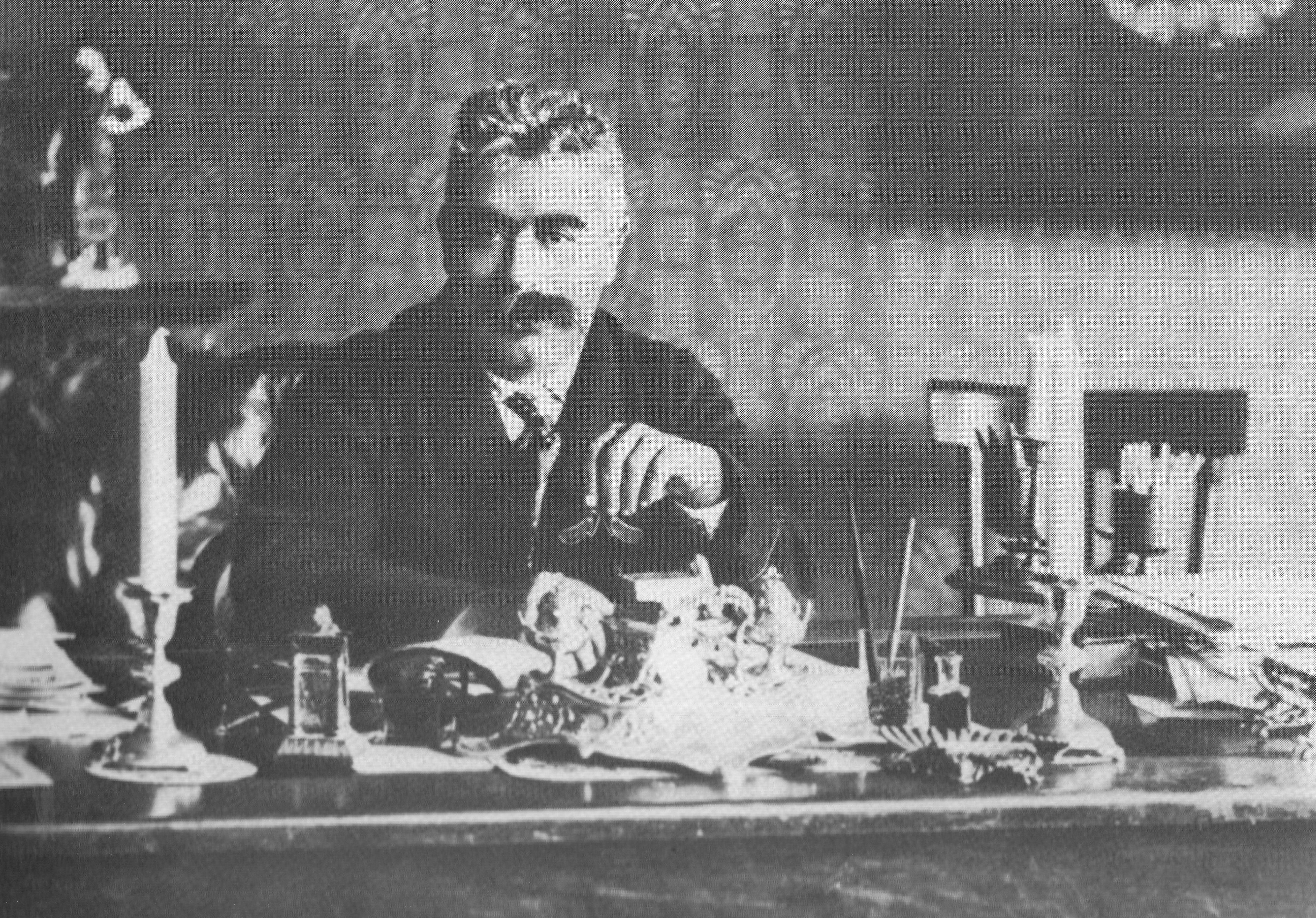
Icchok Lejb Perec (przed 1915)

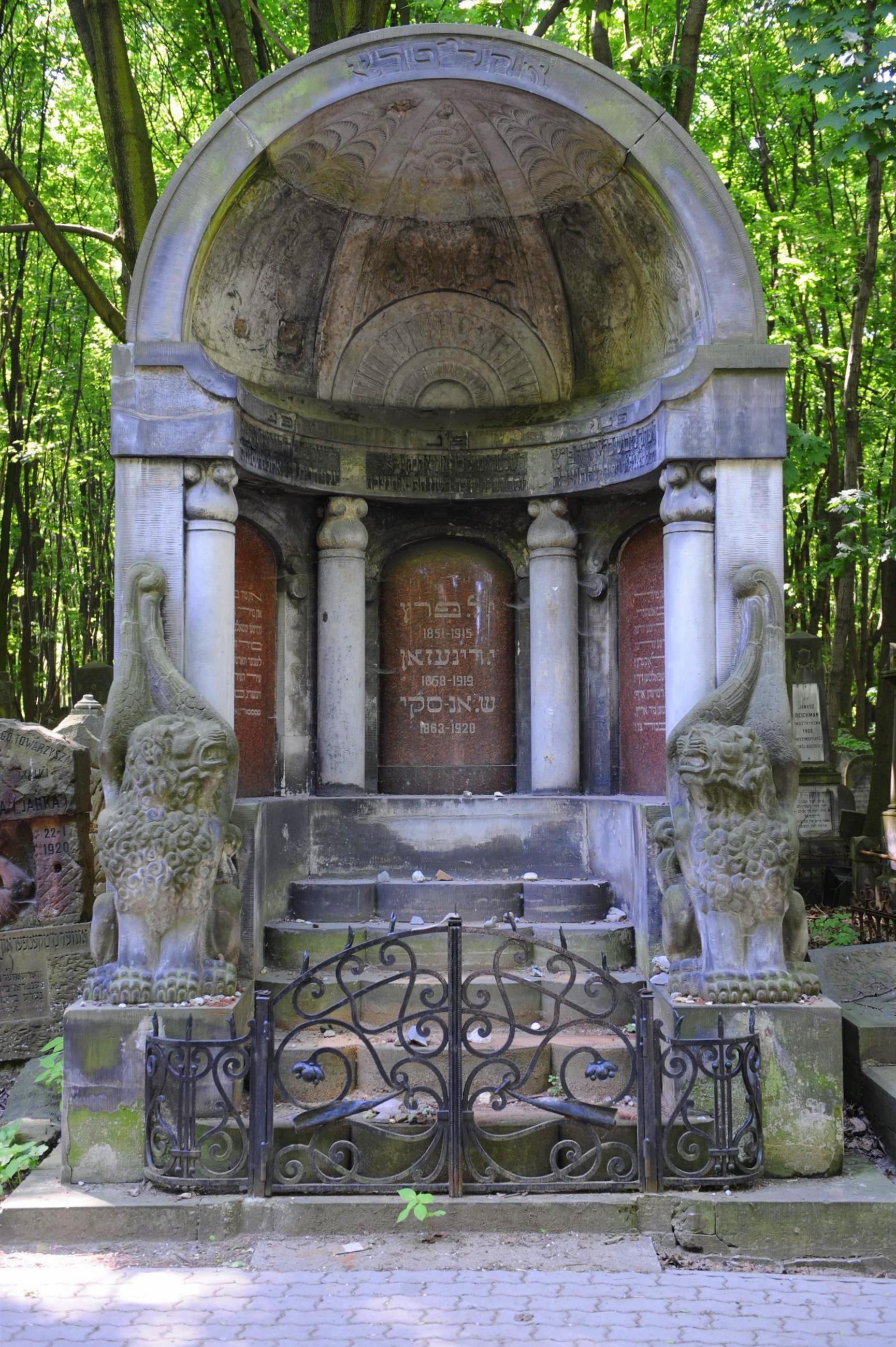
Mauzoleum Trzech Pisarzy: Szymona An-skiego, Icchaka Lejba Pereca, Jakuba Dinezona na cmentarzu żydowskim w Warszawie

Icchok Lejb Perec lub Icchok Lejbusz Perec (jid. ‏יצחק לײב פּרץ‎; ur. 20 maja 1851 albo 18 maja 1852 w Zamościu, zm. 3 kwietnia 1915 w Warszawie) – polski i żydowski pisarz, jeden z głównych twórców literatury jidysz, adwokat i działacz społeczny. Zajmował się również krytyką literacką i teatralną.

## Życiorys
Urodził się w Zamościu w rodzinie żydowskiej, jako syn Jehudy Pereca (1825–1898) i Rywki z domu Lewin (1828–1914). Bogata twórczość literacka Pereca obejmuje poezję, prozę (głównie nowele), dramaturgię i publicystykę. Pisał w języku jidysz, hebrajskim i polskim. Już za życia uznano go za klasyka literatury żydowskiej, przede wszystkim z powodu świetnych nowel.
Perecowie pochodzili z odłamu sefardyjskich Żydów (wyodrębnionego w Hiszpanii). Pod koniec XVI wieku osiedlili się w Zamościu. Icchok Lejb Perec ukończył cheder i jesziwę, a w domu uzupełniał wykształcenie o świecką literaturę (w języku jidysz, francuskim, hebrajskim, niemieckim, polskim i rosyjskim), historię, filozofię i socjologię.
Niespełna 20-letni próbował sił w biznesie (zakładał szkołę, piwiarnię, młyn), ale bez powodzenia. W 1876 (po kursach w Warszawie) zdał egzamin i zdobył koncesję na prowadzenie kancelarii adwokackiej. Prowadził ją w Zamościu przez 11 lat. Koncesję władze rosyjskie odebrały mu z powodu zarzutów (formułowanych głównie przez żydowskich religijnych ortodoksów) o używanie i propagowanie języka polskiego i bronienie polskich  „buntowników”.
Po wyjeździe do Warszawy (1888) od 1890 przez następne 25 lat pracował jako urzędnik w gminie żydowskiej. Mieszkał przy ul. Ceglanej 1 obecnie noszącej jego imię. W 1899 został aresztowany i spędził kilka miesięcy w cytadeli warszawskiej. W 1908 roku był uczestnikiem konferencji w Czerniowcach.
Po wybuchu I wojny światowej organizował pomoc dla ofiar wojny. Współpracował z prasą związaną z Bundem i Żydowską Organizacją PPS.
Jest pochowany w Mauzoleum Trzech Pisarzy w alei głównej cmentarza żydowskiego przy ulicy Okopowej w Warszawie (kwatera 44). Na jego pogrzeb przyszło ponad 100 tys. ludzi. Oddelegowany urzędnik gminy, nieświadomy wielkości swego współpracownika jako pisarza, chwalił zmarłego słowami: „To był wspaniały człowiek. Przez dwadzieścia pięć lat ani razu nie spóźnił się do pracy”.
Rodzina:
- żona Sara Lichtenfeld (1870, rozwód w 1875); synowie – Lucjan (zm. 1918, pochowany na tym samym cmentarzu, co ojciec, kwatera 44a-3-12)[6] i Jaakow (zmarł w dzieciństwie).
- żona (od 1878) Helena (Nechama Rachela) Ringelhejm (1860–1938[7]); nie mieli dzieci.

## Wybrane dzieła
- Ba nacht afn altn mark 1907 (Nocą na starym rynku) (wyd. polskie 1973)
- Bilder fun a prowincrajze 1891 (Obrazki z podróży po prowincji)
- Bakante bilder (Znane scenki)
- Chsidisz (Motywy chasydzkie) (wyd. polskie 1997)
- Churbn bejs cadek 1907 (Upadek dworu cadykowego)
- Di goldene kejt 1909 (Złoty łańcuch)
- Folkstimleche geszichtn (Opowiadania ludowe) (wyd. polskie 1997)
- Monisz 1888 (wyd. polskie 1983)

Pozostawił nieukończone:
- Majne zichrojnes 1913-1914 (Moje wspomnienia)

## Upamiętnienie
- W październiku 1951 zmieniono nazwę ulicy Ceglanej w Warszawie, przy której mieszkał i tworzył, na Icchoka Lejba Pereca[8][9]. Jego nazwiskiem nazwano także ulice w Kutnie, Piotrkowie Trybunalskim, Zamościu i Wrocławiu.